# Rodolfo Graziani

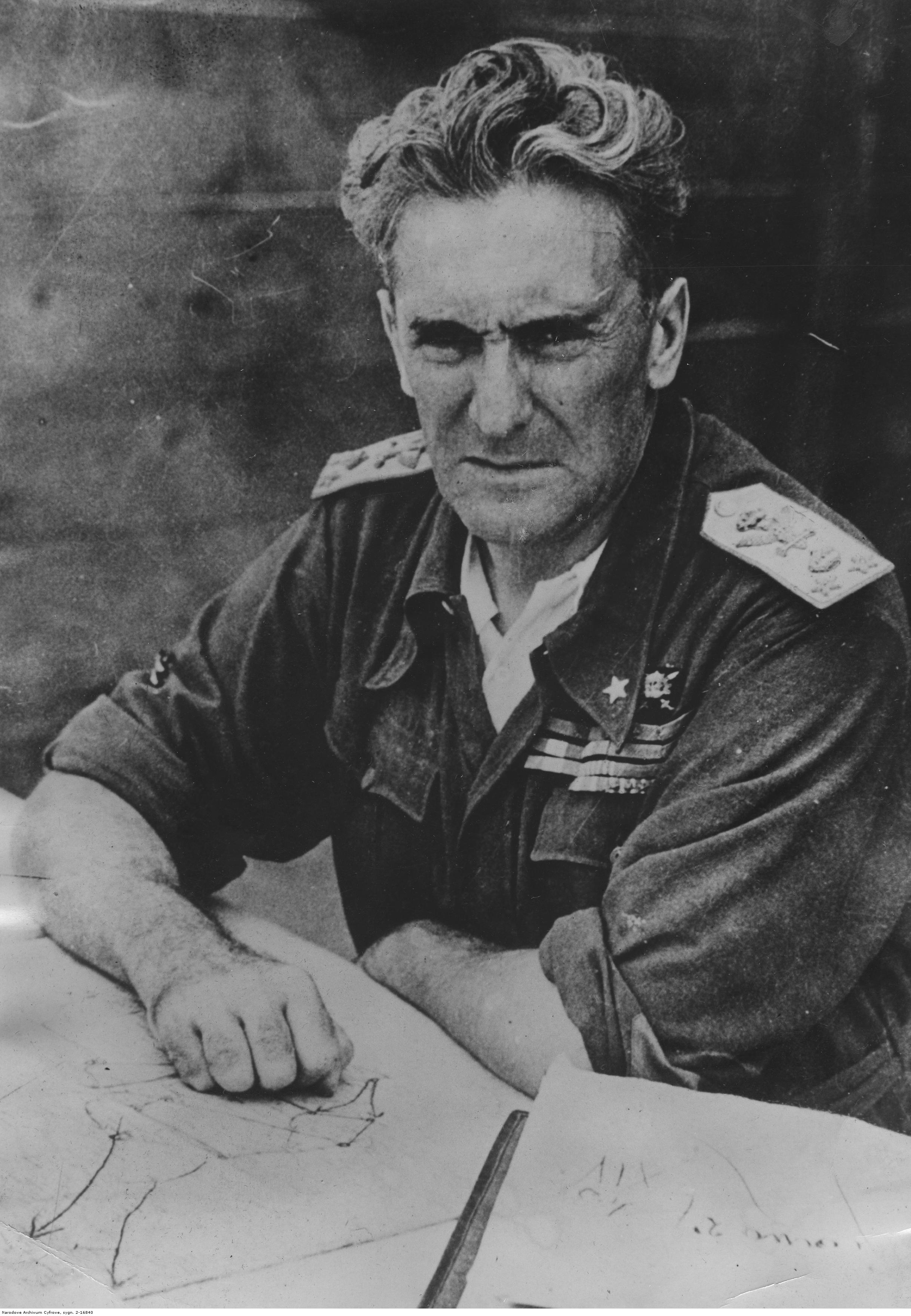
Rodolfo Graziani (1940)

Rodolfo Graziani, Markgraf von Neghelli (* 11. August 1882 in Filettino, Provinz Frosinone; † 11. Januar 1955 in Rom) war ein italienischer Marschall, faschistischer Politiker und Publizist. Als fähigster und zugleich berüchtigtster Kolonialoffizier des faschistischen Italien steht sein Name symbolisch für die schwersten Kriegsverbrechen des Mussolini-Regimes auf dem afrikanischen Kontinent.
Aus kleinbürgerlichen Verhältnissen in Mittelitalien stammend, stieg Graziani während des Ersten Weltkriegs zum jüngsten Oberst des königlich-italienischen Heeres auf. Als erfolgreicher Truppenführer profilierte er sich danach auch in Italiens kolonialen Eroberungs- und Vernichtungskriegen in Libyen (1922–1932) und Äthiopien (1935–1937). Er wurde zum General und schließlich zum Marschall befördert und galt als eine Ikone des faschistischen Regimes. Bei den unterworfenen Völkern Nord- und Ostafrikas hingegen erwarb sich Graziani aufgrund seiner rücksichtslosen Brutalität einen Ruf als „Schlächter“, der an führender Stelle verantwortlich war für Massaker, Giftgaseinsätze, Todesmärsche, Deportationen, Konzentrationslager und Völkermord. Während des Zweiten Weltkrieges befehligte er 1940/41 den italienischen Angriff auf Ägypten, der jedoch desaströs scheiterte und ihn bei der Führung in Rom in Ungnade fallen ließ.
Als einziger italienischer Marschall kollaborierte Graziani auch nach dem Sturz Mussolinis weiter mit dem „Dritten Reich“. Er schloss sich der faschistischen Italienischen Sozialrepublik (RSI) an und war von September 1943 bis April 1945 deren Kriegsminister. Als solcher mobilisierte er italienische Soldaten und ließ Kriegsdienstverweigerer hinrichten. Nach der deutsch-italienischen Kapitulation in Norditalien im April 1945 war er zunächst US-amerikanischer Kriegsgefangener, wobei sowohl das Kaiserreich Äthiopien als auch das Königreich Libyen seine Auslieferung forderten. Jedoch wurde Graziani niemals für in Afrika stattgefundene Kriegsverbrechen belangt, obwohl ihn auch die United Nations War Crimes Commission als einen der größten italienischen Kriegsverbrecher listete. Für seine Kollaboration mit dem NS-Regime wurde Graziani schließlich 1950 zu 19 Jahren Haft verurteilt, allerdings nach vier Monaten begnadigt. 
Nach seiner Freilassung wurde er Ehrenpräsident der neofaschistischen Partei Movimento Sociale Italiano. In Italiens rechtsextremer Szene wird Graziani bis in die Gegenwart verehrt. Im Jahr 2012 sorgte die mit öffentlichen Geldern finanzierte Errichtung eines Graziani-Mausoleums in der Stadt Affile für einen internationalen Skandal.

## Leben

### Frühe Jahre (1882–1915)
Rodolfo Graziani wurde am 11. August 1882 als viertes von neun Geschwistern in der kleinen Ortschaft Filettino geboren, die in einer der ärmsten Regionen Mittelitaliens lag. Sein Elternhaus gehörte dem Kleinbürgertum an. Das Bezirksarzt-Gehalt seines Vaters Filippo reichte knapp aus, um den Schulbesuch seiner Söhne zu finanzieren. Seine Mutter, Adelia Climenti, war die Tochter eines Viehzüchters. Seine frühe Kindheit und Jugend verbrachte Graziani mit seiner Familie in Affile, wo der Vater beruflich tätig war. Seine Schulbildung erhielt Graziani zunächst am Gymnasium des Priesterseminar von Subiaco und danach am Torquato-Tasso-Gymnasium in Rom. Anschließend schrieb er sich 1902 für ein zweijähriges Studium an der juristischen Fakultät ein, welches er jedoch nicht abschloss; stattdessen schlug er eine Laufbahn beim Militär ein.
Da die finanziellen Mittel seiner Familie für einen Besuch der renommierten Militärschulen in Modena oder Nunziatella nicht ausreichten, war Graziani nach seiner Einberufung zum 94. Infanterieregiment gezwungen, einen Kurs für angehende Reserveoffiziere zu besuchen. Am 4. April 1903 wurde er zum Gefreiten, am 4. Juli 1903 zum Unteroffizier und am 1. Mai 1904 schließlich zum Unterleutnant befördert. Danach wurde Graziani dem 92. Infanterieregiment in Viterbo zugeteilt. Zwei Jahre später gewann er das Auswahlverfahren für die Aufnahme als Offizier im ständigen Dienst für das 1. Grenadierregiment Granatieri di Sardegna. Im Oktober 1906 zog er für neun Monate nach Parma, um den Aufbaukurs an der Infanterieschule zu absolvieren.
Aus Abenteuerlust ersuchte er anschließend um seine Versetzung in die afrikanische Kolonie Eritrea. Seine Bewerbung wurde im Dezember 1908 angenommen, und er wurde dem 1. indigenen Battalion zugeteilt, das in der Ortschaft Adi-Ugri der Provinz Serae stationiert war. Bis zum Eintritt Italiens in den Ersten Weltkrieg blieb Graziani mit Unterbrechungen in Afrika. In den ersten vier Jahren absolvierte Graziani sein Kolonialnoviziat, wobei er zweimal aufgrund schwerer gesundheitlicher Probleme ausfiel: der Biss einer Giftschlange sowie ein heftiger Malariaanfall. Er wurde zunächst in den Krankenhäusern von Asmara und Massawa ärztlich behandelt, musste aber Ende 1912 auf einer Bahre in den Hafen von Neapel gebracht werden. Dieser gesundheitliche Ausfall hinderte ihn auch an der Teilnahme am Libyenkrieg von 1911/12. Erst 1914 bis 1915 konnte er nach Libyen gehen.

### Erster Weltkrieg und Nachkriegszeit (1915–1921)
Während des Ersten Weltkrieges boten die Kämpfe in Norditalien ambitionierten jungen Offizieren der italienischen Armee ein beispielhaftes Betätigungsfeld zur eigenen Profilierung. Graziani trat im Rang eines Hauptmannes in den militärischen Konflikt ein und war zum Kriegsende 1918 im Alter von 36 Jahren zum jüngsten Oberst des italienischen Heeres aufstiegen – und einem der höchstdekorierten. Während des Weltkrieges wurde Graziani dreimal verwundet sowie vom Erstickungsgas erfasst. Gleichzeitig zeichnete er sich an der Isonzo- und später der Piave-Front als Meister der Manöver aus (vor allem bei der Eroberung des Monte San Michele und in der Schlacht am Beretta-Pass). Bei Kriegsende wurde er als Kommandeur des 61. Infanterie-Regiments nach Mazedonien geschickt, wo er eine Region nahe Saloniki als Garnison besetzte. Die Mission war jedoch nur von kurzer Dauer, denn im August 1919 war das Regiment bereits in sein Hauptquartier in Parma zurückgeführt worden.
Die frühen Nachkriegsjahre gestalteten sich für die soziale Gruppe des Offizierskorps als Trauma. Trotz des militärischen Sieges, infolge dessen sich die Offiziere den „Dank des Vaterlandes“ erwartet hatten, wurden sie Anfang 1919 Ziel einer sozialistischen Propagandakampagne, welche sie für sämtliche Probleme der Arbeiterschaft seit 1915 verantwortlich machte. Graziani befand sich in dieser Zeit mit seinen Soldaten in Parma und war für die Aufrechterhaltung der öffentlichen Ordnung zuständig. Dabei wurde er vom linken „Revolutionären Komitee“ der Stadt mit dem Tode bedroht. Wie die Mehrheit der italienischen Offiziere sah auch Graziani im Sozialismus nicht nur eine aktuelle Gefahr, sondern die Wurzel allen Übels. Diese antisozialistische Einstellung führte bei vielen Militärs zum Verlust des Vertrauens in das liberale System, da die liberale Regierung nicht in der Lage war, das Prestige der Armee zu wahren und den militärischen Erfolg während des Weltkrieges auch in einen politischen umzuwandeln.

### Feldzüge und Genozid in Nordafrika (1922–1934)

Lagekarte der 16 Konzentrationslager Grazianis in der Cyrenaika

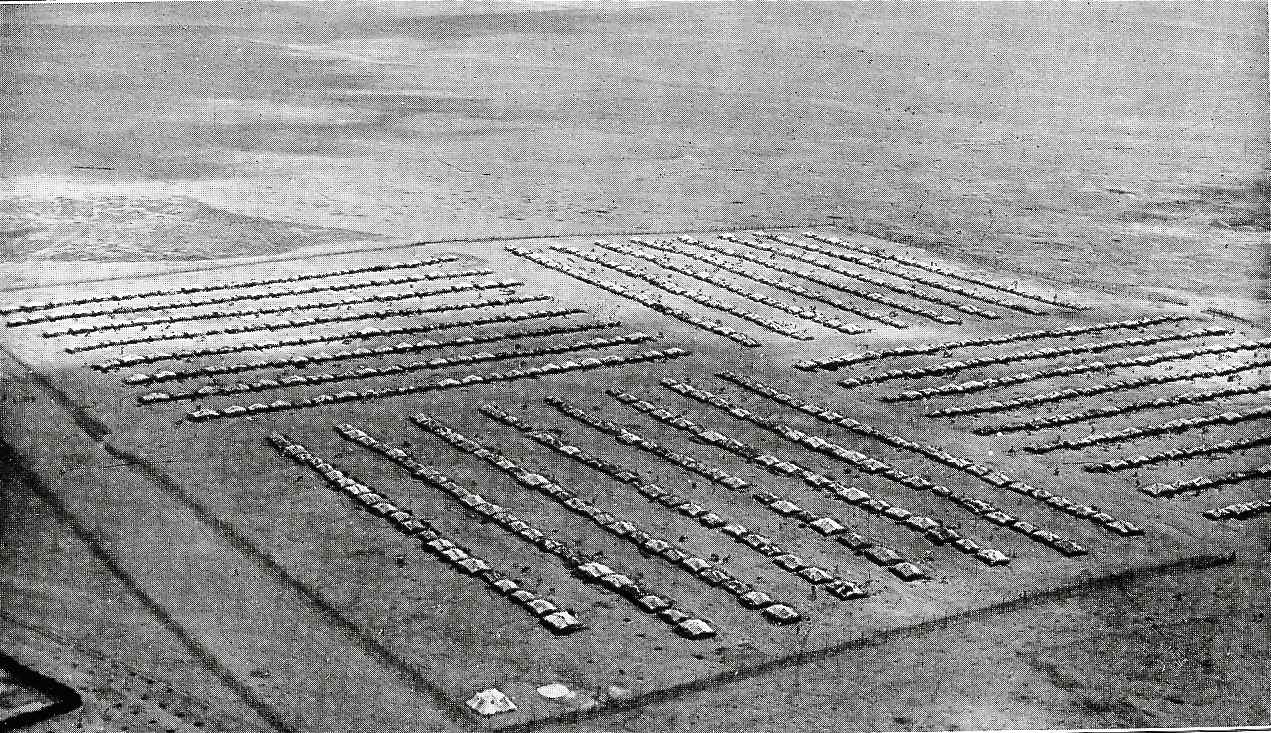
Das Konzentrationslager El Abiar in der Cyrenaika

Im Oktober 1921 wurde Graziani als jüngster Oberst der italienischen Armee nach Nordafrika entsandt, um zusammen mit anderen Offizieren die vom tripolitanischen Gouverneur Giuseppe Volpi geplante Offensive gegen Tripolitanien zu unterstützen. In weiterer Folge kam Graziani das Hauptverdienst bei der Eroberung Tripolitaniens und anschließend an der Besetzung des Fessan zu. Der Feldzug konzentrierte sich zunächst auf Nord-Tripolitanien. Im April 1922 gelang Graziani in nur zehn Tagen die Besetzung des gesamten Küstenstreifens von Tripolis bis Zuwara. Am 30. April befreiten seine Truppen die vom tripolitanischen Widerstand belagerte Stadt al-ʿAzīzīya, bis Mitte Mai kontrollierten die Italiener auch die gesamte Ebene von al-Dschifara. Ende Mai begann Graziani mit der „Pazifizierung“ des Dschabal Nafusa Gebirges und eroberte am 5. Juni die Stadt Nalut an der Grenze zu Tunesien. Die Ernennung Benito Mussolinis zum Ministerpräsidenten und der Eintritt seines faschistischen Partei in die italienische Regierung im Oktober hatten zunächst keine Konsequenzen für den Libyenkrieg. Am 31. Oktober meldete Graziani die Eroberung der Stadt Yafran, im November 1922 vollendete er die Besetzung des Dschabal Nafusa-Berglandes zwischen Nalut und Gharian.
Bei seinen Kampagnen modernisierte Graziani den italienischen Wüstenkrieg. Sein Erfolgsrezept beinhaltete schnelle Truppenvorstöße mit gepanzerten Fahrzeugen, Luftunterstützung sowie ungehemmte Brutalität. Aufgrund der immer wieder von ihm angeordneten Massenhinrichtungen machte sich Graziani schon in Tripolitanien einen Namen als „Araberschlächter“ bzw. als „Schlächter von Tripolis“.
Nachdem er im Januar und Februar 1930 die Eroberung des Fessan abgeschlossen hatte, wurde Graziani von Mussolini zum Vizegouverneur der Cyrenaika ernannt. Die Situation in der Unruheregion verglich er in einem Brief an Generalgouverneur Pietro Badoglio mit einer Eiterbeule, die erbarmungslos herausgeschnitten gehöre, damit der infizierte Körper wieder gesunden könne. Die Parolen des faschistischen Regimes legte Graziani wörtlich aus und verstand daher die Pazifizierung Libyens als eine Unterwerfung von „Barbaren“ durch „Römer“. Auch ließ Graziani sogenannte „fliegende Gerichte“ einrichten. Diese Spezialtribunale wurden per Flugzeug zu verschiedenen Ortschaften in der Cyrenaika gebracht, um über „auf frischer Tat ertappte Straftäter“ zu richten. Die Prozesse fanden öffentlich vor der lokalen Bevölkerung statt und endeten mit dem sofortigen Strafvollzug an den Verurteilten. Während seines ersten Regierungsjahres in der Cyrenaika ließ Graziani 520 solcher Gerichtsprozesse durchführen, wobei etwa 119 Personen hingerichtet und 117 inhaftiert wurden.
1930 ließ Graziani auf Anordnung von Generalgouverneur Badoglio 100.000 Menschen der Cyrenaika – die Hälfte der dortigen Gesamtbevölkerung – in Konzentrationslager in Libyen deportieren. Rund 10 % der Deportierten überlebten schon die Strapazen der Deportationen nicht, mindestens 40.000 weitere starben zwischen 1930 und 1933 in den faschistischen Konzentrationslagern. Diese Periode des italienischen Kolonialkrieges wird von zahlreichen Historikern als Völkermord eingestuft. Insgesamt fielen der faschistischen Wiedereroberung Libyens von 1923 bis 1933 rund 100.000 Libyer zum Opfer.
General Graziani hob 1930 hervor: „Die Regierung ist in aller Ruhe entschlossen, die Menschen zum elendesten Hungertod zu bringen, wenn sie den Befehlen nicht vollständig gehorchen.“

### Giftgaskrieg und Terrorherrschaft in Ostafrika (1935–1937)

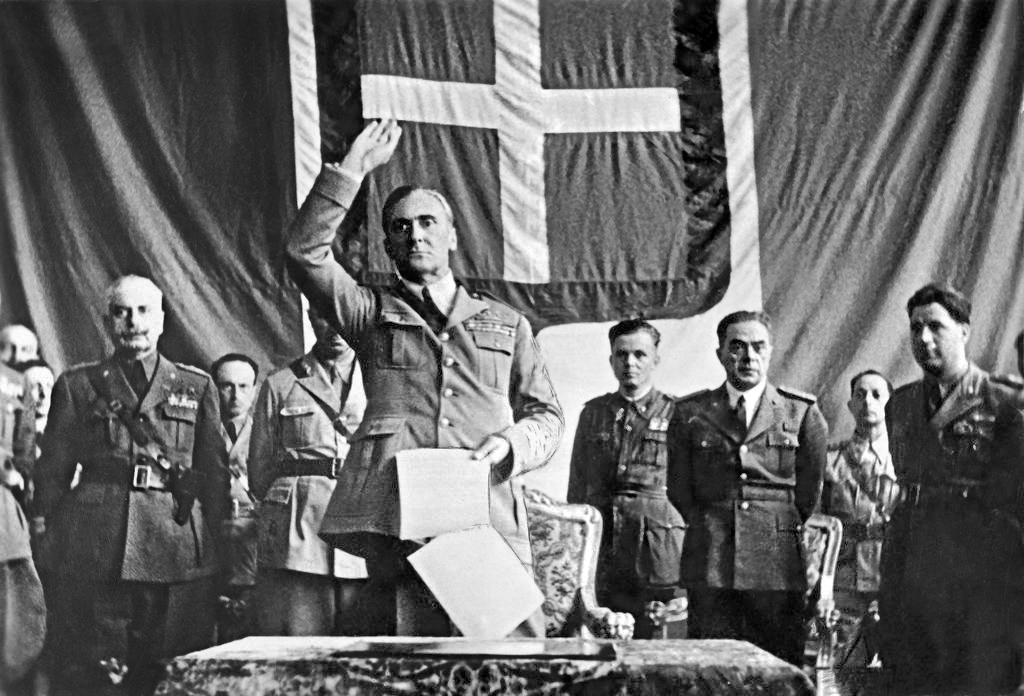
Graziani als Vizekönig Italienisch-Ostafrikas in Addis Abeba (1937).

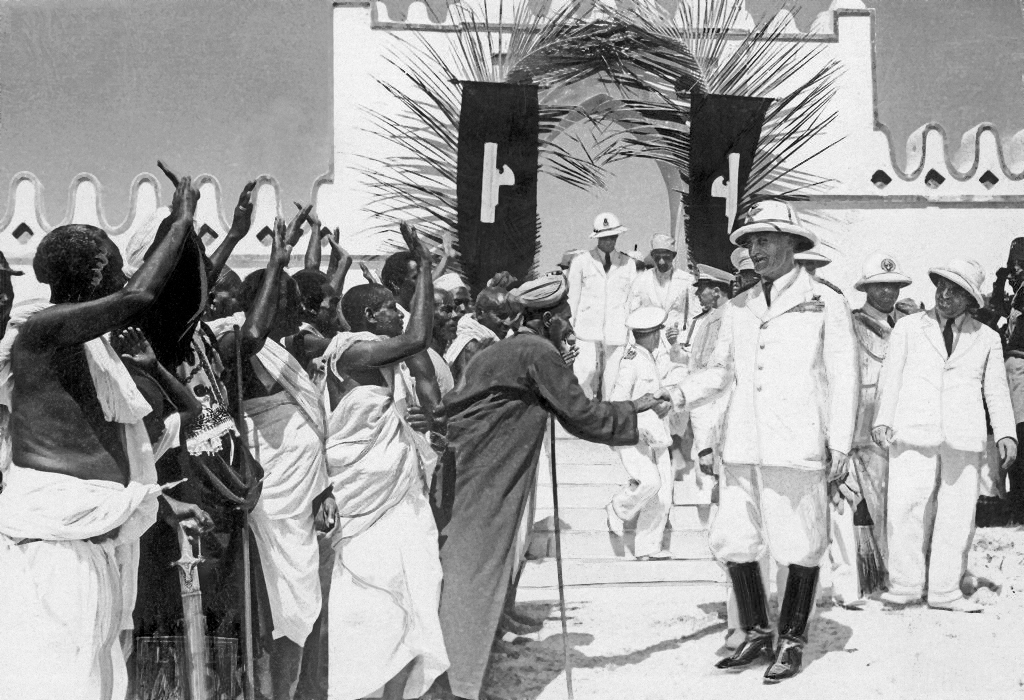
Graziani als Vizekönig Italienisch-Ostafrikas in Mogadischu (1937).

Grazianis berüchtigte Brutalität trat auch in dem Slogan zu Tage, der ihm nach seiner Ernennung zum Oberbefehlshaber der Südfront zugeschrieben wurde: „Der Duce soll Äthiopien bekommen, mit oder ohne Äthiopiern, ganz wie er es wünscht.“
Von 1935 bis 1936 nahm Graziani am Italienisch-Äthiopischen Krieg teil und befehligte die Verbände, die Abessinien von Italienisch-Somaliland aus angriffen. Nach der Eroberung Harars ernannte ihn Mussolini zum Marschall von Italien und Marchese di Neghelli. Als Kriegsziel nannte er die „vollständige Vernichtung der abessinischen Führung und Eliten“ und hielt General Guglielmo Nasi, Militärgouverneur von Harar, an, diesen Auftrag in seinem Befehlsbereich „vollständig“ auszuführen. In einem Schreiben vom 10. Januar 1936 an General Mario Bernasconi äußerte sich Graziani befriedigt über den Erfolg des von ihm befohlenen Einsatzes von Senfgas und Phosgen im Vormonat. Zwischen 24. Dezember 1935 und 27. April 1936 setzten Grazianis Streitkräfte an der Südfront insgesamt 44 Tonnen Giftgas ein: 95 schwere C.500.T-Bomben, 186 der 21-Kilogramm-Yperit-Bomben, 325 Phosgen-Bomben.
Am 12. Januar 1936 startete Graziani in Absprache mit der Führung in Rom seine als Vernichtungsfeldzug definierte Offensive gegen Ras Damtus Armee sowie die diese unterstützende Zivilbevölkerung. Insbesondere an der Südfront kam es im Ogaden-Gebiet zu außergewöhnlich brutalen „Säuberungsaktionen“ gegen feindliche äthiopische Stellungen. Dazu schrieb General Graziani:
„Da uns keine Tanks [Panzer] zur Verfügung stehen, muss jede Erdhöhle einzeln erledigt werden, indem man sie zunächst aus einer Entfernung von 30–40 m mit Artilleriefeuer belegt und sie dann mit Benzin übergießt, das durch Handgranaten in Brand gesetzt wird. Nur auf diese Weise ist es möglich, der hartnäckigen Verteidigung Herr zu werden.“
Im Mai 1936 befahl er als Oberkommandierender der Südarmee, alle in Gefangenschaft geratenen „Rebellen“ erschießen zu lassen. Da Badoglio, der in diesem Krieg die Gesamtoperationen geleitet hatte, auf das Amt des Vizekönigs von Äthiopien verzichtet hatte, übernahm Graziani diesen Posten. Am 19. Februar 1937 wurde er Ziel eines Anschlags, bei dem sieben Menschen ums Leben kamen und etwa 50 weitere verletzt wurden. Graziani selbst blieb weitgehend unverletzt. In der Folge ließ er in „Vergeltungsaktionen“ Tausende ermorden. Im Massaker von Debre Libanos in der gleichnamigen Klosterstadt wurden auf Befehl Grazianis etwa 2000 äthiopisch-orthodoxe Geistliche und Pilger erschossen. Graziani vermeldete an Mussolini zum Massenmord:
„Es erfüllt mich mit gerechtem Stolz, die Geistesstärke gehabt zu haben, Massnahmen [sic!] befohlen zu haben, die die Eingeweide des gesamten Klerus erzittern liessen [sic!], vom Abuna bis zum letzten Priester und Mönch. Von diesem Moment an verstanden sie die Notwendigkeit, von ihrer feindlichen Haltung uns gegenüber abzulassen, wenn sie nicht radikal ausgerottet werden wollten.“
Auf den Widerstand der äthiopischen Guerillakrieger in der Shewa-Region reagierte Graziani rhetorisch mit einem dreifachen „Eliminiert sie! Eliminiert sie! Eliminiert sie!“ Der italienische Historiker Matteo Dominioni (2008) stuft Grazianis Politik gegenüber den Amharen Zentraläthiopiens von März bis Mai 1937 aufgrund der Systematik der Unterdrückung und der hohen Opferzahlen als einen „regelrechten Völkermord“ ein.
Wie schon im Libyenkrieg ließ Graziani nun auch in Ostafrika Konzentrationslager errichten, in denen die Häftlinge an Krankheiten und Hunger starben. Besondere Berühmtheit erlangte das Lager Danane, in dem täglich 15 bis 30 Menschen ums Leben kamen.

### Scheitern in Ägypten und Demontage (1940–1943)

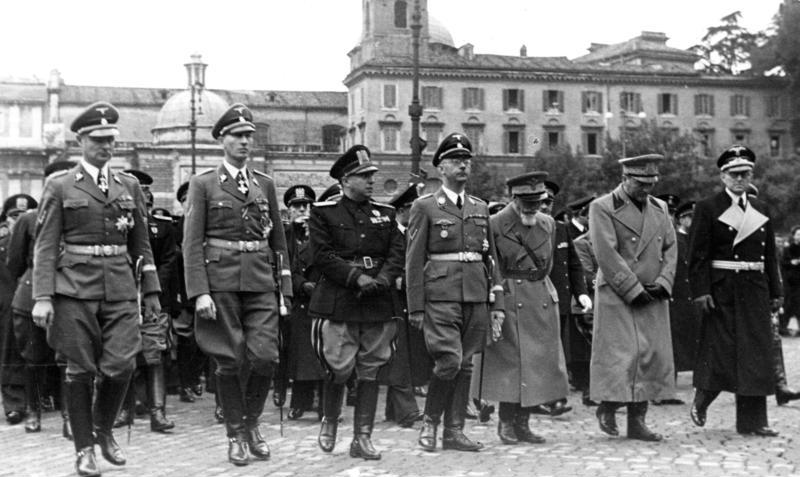
Rodolfo Graziani (2. von rechts) bei der Beisetzung von Italiens Geheimpolizeichef Arturo Bocchini. Von links nach rechts: SS-Obergruppenführer Karl Wolff, SS-Obergruppenführer Reinhard Heydrich, Adelchi Serena, Reichsführer SS Heinrich Himmler, Marschall Emilio De Bono, Graziani und Botschafter Hans Georg von Mackensen

Im November 1939, nach Beginn des Zweiten Weltkriegs, ernannte Mussolini Graziani zum Generalstabschef des Heeres und (nach Luftmarschall Italo Balbos plötzlichem Tod Mitte 1940) auch zum Generalgouverneur in Libyen und damit zum Oberbefehlshaber der italienischen Truppen in Nordafrika. Daneben führte Graziani persönlich auch die 10. Armee im Nordosten Libyens, wobei ihm gleichzeitig auch Italo Gariboldis 5. Armee im Nordwesten unterstand. Wegen dieser Ämterhäufung konnte sich Graziani nicht um den Heeresgeneralstab in Rom kümmern. Sein langjähriger Widersacher Badoglio war Chef des Comando Supremo, jedoch fehlte es diesem Stab an der nötigen Infrastruktur, weswegen er sich häufig auf den Heeresgeneralstab des abwesenden Graziani stützen musste. Obwohl Graziani überzeugter Faschist war, war er zugleich (wie Balbo und Rüstungskommissar Carlo Favagrossa) gegen einen italienischen Kriegseintritt an der Seite Hitlers. Durch allerlei Vorwände verzögerte er den von Mussolini befohlenen Angriff auf die Briten in Ägypten, bis dieser drohte, ihn abzusetzen.
Unter Grazianis Führung griffen von den zehn kaum motorisierten Divisionen der 10. italienischen Armee vier Infanteriedivisionen zusammen mit einer leicht gepanzerten Kampfgruppe Ägypten an und drangen bis Sidi el Barrani vor, wo sie wegen angeblicher Nachschubprobleme und Wasserknappheit stoppten. Aus politischen Gründen verbot Mussolini bis 1941 die Verlegung der motorisierten und gepanzerten italienischen Divisionen von der Poebene nach Nordafrika, wo sie die einzigen in dieser Region brauchbaren Kräfte gewesen wären. Grazianis langjährige Erfahrung bei der Niederschlagung von Aufständen und bei der Führung von Kolonialkriegen beeinflussten ganz wesentlich seine Operationsführung, wobei er nicht voll erkannte, dass er einen europäischen Krieg in der afrikanischen Wüste nach völlig neuartigen Kriterien zu führen hatte. Der Gegenangriff der britischen Panzerverbände auf die unmotivierten Fußsoldaten Grazianis (→ Operation Compass) führte schnell zum Zusammenbruch der 10. Armee und zur Entsendung des Deutschen Afrikakorps unter Erwin Rommel. Auch die wenigen motorisierten und gepanzerten italienischen Verbände wurden endlich nach Nordafrika verlegt. Graziani kam im Februar 1941 nach Italien zurück, wo man ihn auch seines Postens als Chef des Heeresgeneralstabs enthob (Nachfolger: Mario Roatta) und umgehend Ermittlungen gegen ihn einleitete. Bis zur Verhaftung Mussolinis im Juli 1943 erhielt er kein Kommando mehr.

### Kriegsminister der RSI (1943–1945)

Kriegsflagge der RSI (1944–1945)

Rehabilitiert wurde Graziani von Mussolini erst nach der Gründung der faschistischen Italienischen Sozialrepublik (kurz RSI bekannt auch als Republik von Salò). Als „einzig verfügbare Galionsfigur“ des alten faschistischen Regimes wurde Graziani am 23. September 1943 zum Kriegsminister des neuen Staates ernannt. Er war somit der einzige italienische Marschall, der Mussolini bis zum Ende folgte. Als eines seiner Hauptmotive dafür gilt sein Rachewunsch gegenüber Badoglio (dem nun ersten postfaschistischen Ministerpräsidenten des Königreichs Italien) und allen anderen, die er als Totengräber seiner Karriere betrachtete. Grazianis vorrangige Aufgabe bestand in der Aufstellung eines neuen Heeres, welches den Krieg an der Seite des „Dritten Reiches“ fortsetzen und dem RSI-Regime einen reinen Satellitenstatus ersparen könnte. Die Anzahl der dafür zur Verfügung stehenden Rekruten war jedoch beschränkt. Gedacht werden konnte nur an eine Reaktivierung der etwa 600.000 italienische Soldaten, die nach dem 8. September als „Militärinternierte“ nach NS-Deutschland verschleppt worden waren, oder an neue Einberufungsversuche in Italien selbst.
Mit zunehmend verschärften Zwangsmaßnahmen gelang Graziani bis April 1944 eine Mobilisierung von 245.000 Rekruten für das neue Republikanische Nationalheer. Im Falle einer Wehrdienstverweigerung ging das RSI-Regime mit Sippenhaftung gegen die Familien der Betroffenen vor. In etlichen Fällen wurden die Eltern der Stellungspflichtigen verhaftet, außerdem drohte ihnen der Entzug von Lebensmittelkarten und Jagderlaubnissen oder die Konfiszierung von Eigentum. Darüber hinaus galt seit dem 18. Februar 1944 – nach einem von Graziani vorgelegten und von Mussolini unterzeichneten Gesetz – die Todesstrafe für alle Stellungsverweigerer. Sie sollten innerhalb von drei Tagen als „Deserteure vor dem Feind“ durch einen Schuss in die Brust hingerichtet werden. Bis Juni 1944 wurden auf diese Weise etwa 100 Wehrdienstverweigerer erschossen.

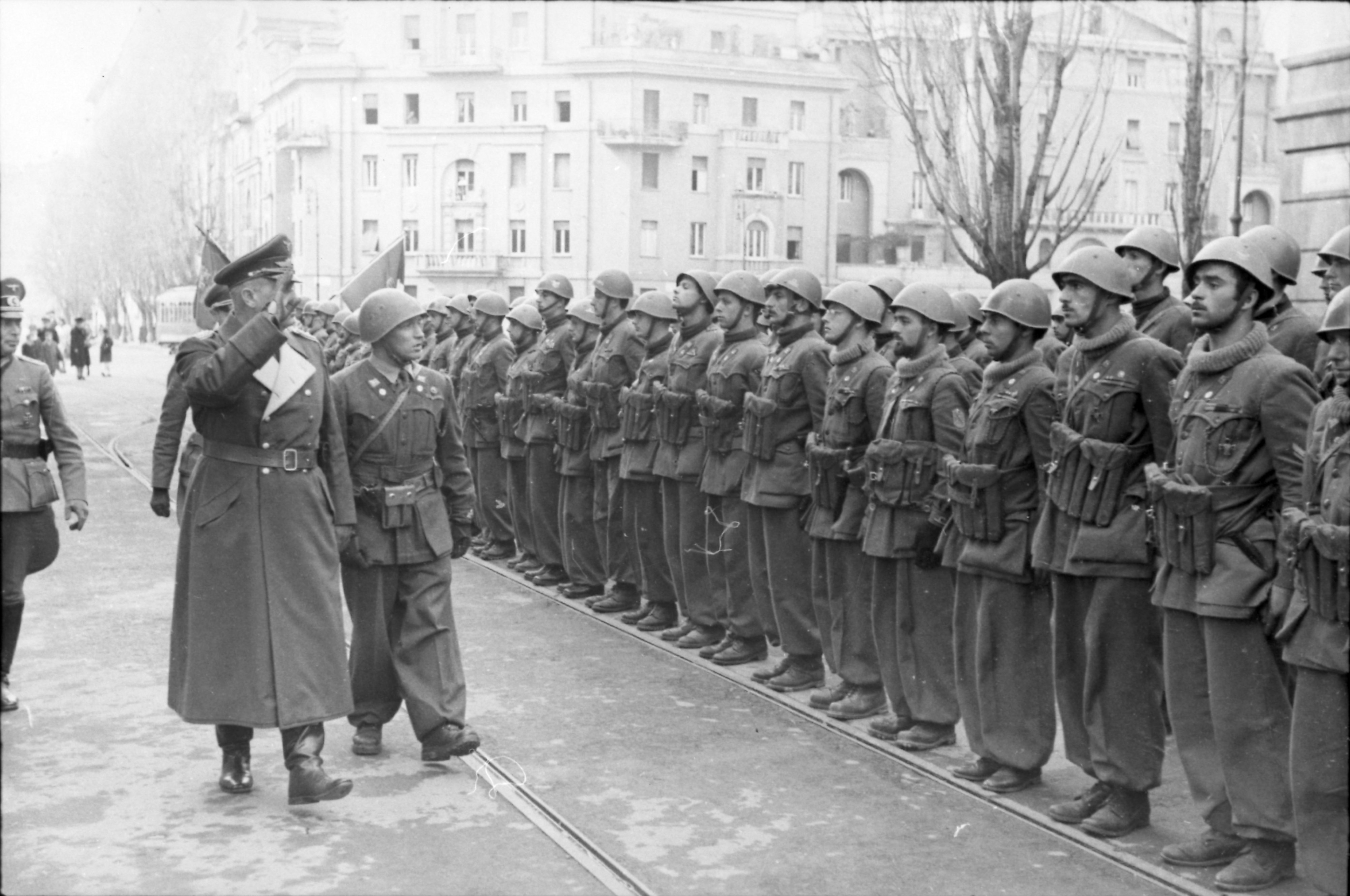
Soldaten des Republikanischen Nationalheeres beim Antritt vor dem deutschen Luftwaffengeneral Kurt Mälzer (1944)

Gleichzeitig befand sich die neue RSI-Armee jedoch mit etwa 30.000 Desertionen bis Ende April 1944 bereits in einem Prozess der schleichenden Auflösung. Außerdem wurden das RSI-Heer nicht wie von Mussolini gewünscht an der Front gegen die angloamerikanischen Streitkräfte eingesetzt, sondern zu verschiedenen Hilfsverbänden der deutschen Wehrmacht degradiert. So wurden die beiden RSI-Divisionen „Monte Rosa“ und „San Marco“, die mit ihren 30.000 Mann zur deutsch-italienischen Armeegruppe Ligurien gehörten, die formal unter dem Oberbefehl Grazianis stand, nur zur Küstensicherung Liguriens und vor allem zur Partisanenbekämpfung in Italien eingesetzt. Von den verbliebenen RSI-Soldaten unterstanden 41.000 direkt dem deutschen Oberkommando, und weitere 60.000 waren als Arbeitssoldaten den übrigen deutschen Armeekorps zugeteilt. Unter dem direkten Oberbefehl Grazianis verblieben somit nur 43.000 Mann, die allerdings hauptsächlich in den Regional- und Provinzialkommandos der RSI sowie den örtlichen Wehrmeldeämtern benötigt wurden. Die geplante Aufstellung eines neuen faschistischen Heeres, welches die „Schmach“ der italienischen „Kapitulation“ von 1943 und den damit einhergehenden „Verrat“ am deutschen Achsenverbündeten durch einen größeren Kampfbeitrag an der Front tilgen sollte, war somit bereits im Frühjahr 1944 gescheitert. Daher verlagerte Mussolini seinen Fokus von Grazianis Heer hin zu den bewaffneten Milizen der republikanisch-faschistischen Partei.

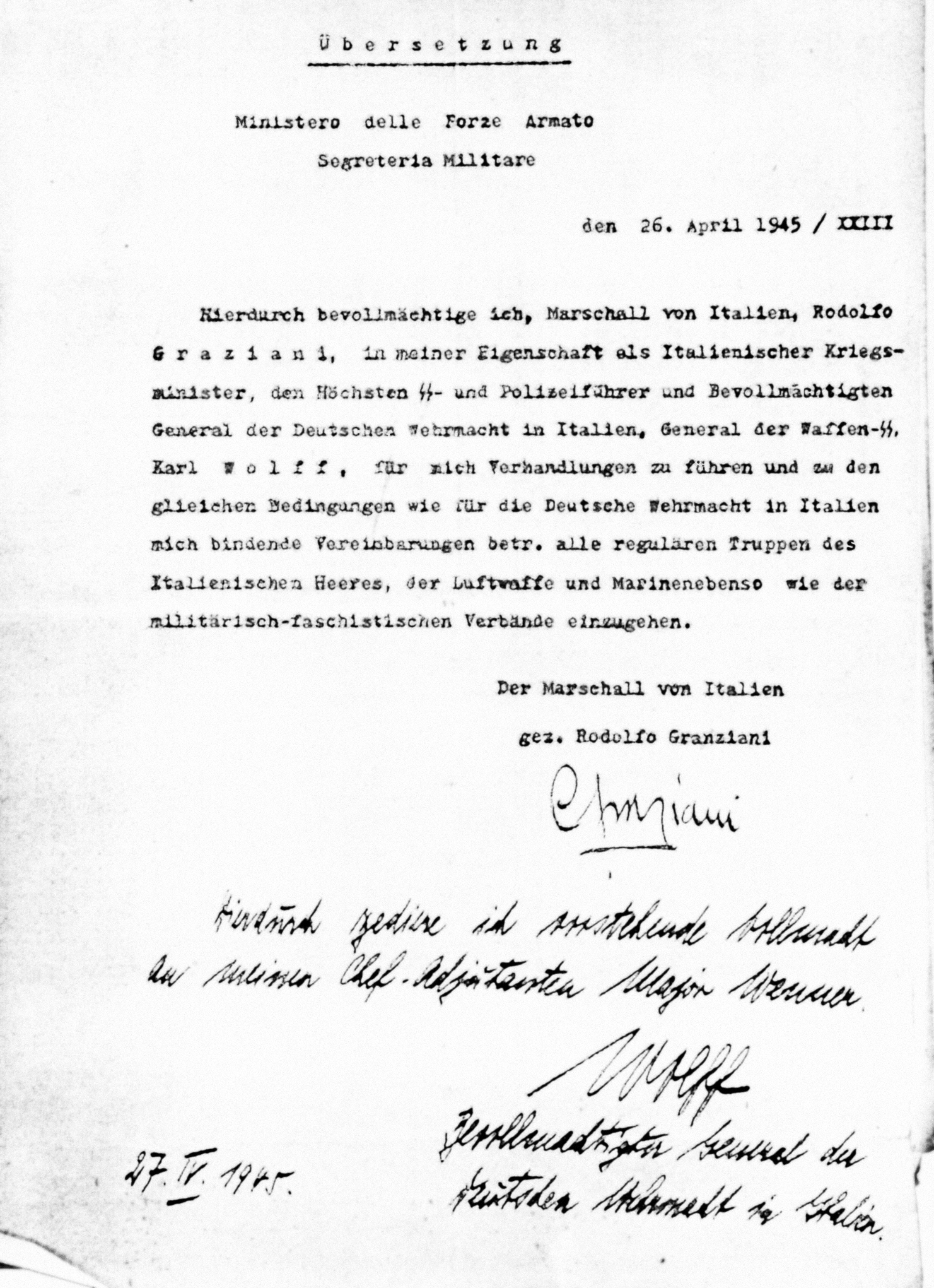
Grazianis Vollmacht für die Kapitulationsverhandlungen in Caserta, gezeichnet Bevollmächtigten General der Deutschen Wehrmacht in Italien Karl Wolff am 27. April 1945

Als Kriegsminister konnte sich Graziani einerseits gegenüber Mussolini und anderen RSI-Faschisten mit der Forderung nach einer „unpolitischen Armee“ durchsetzen. Die offiziell ihm unterstehende Armee Ligurien, die neben drei deutschen Divisionen auch vier in Deutschland ausgebildete italienische Divisionen umfasste, stand jedoch hauptsächlich unter Kontrolle der deutschen Besatzungsmacht. Die italienischen Einheiten wurden zudem nicht an der Front, sondern im Hinterland zur Bekämpfung und Verfolgung von Partisanen eingesetzt. Insgesamt kamen in der RSI etwa 30.000 Angehörige der Resistenza bei Kämpfen mit deutschen Besatzungstruppen oder RSI-Soldaten ums Leben. Zusätzlich töteten nazifaschistische Einheiten zwischen 10.000 und 23.600 unbewaffnete Zivilisten bei Massakern. Infolgedessen stand Graziani ganz oben auf der Liste jener hochkarätigen RSI-Faschisten, welche im Zuge der landesweiten Erhebung am 25. April 1945 erschossen werden sollten.
Graziani konnte sich dem Schicksal Mussolinis, der in Dongo von kommunistischen Partisanen aufgespürt und anschließend erschossen wurde, entziehen. Er gehörte zwar dem Gefolge Mussolinis an, der am Abend des 25. April von Mailand nach Como aufgebrochen war, blieb aber mit seiner Begleitung in Como zurück. Am 27. April ergab er sich im Quartier von Karl Wolff in Cernobbio am Comer See dem US-Offizier Emilio Q. Daddario vom US-amerikanischen Nachrichtendienst OSS. Zwei Tage später unterzeichneten deutsche Emissäre stellvertretend für Generaloberst Heinrich von Vietinghoff als Oberbefehlshaber Südwest und stellvertretend für Karl Wolff als „Höchsten SS- und Polizeiführer“ in Italien den Waffenstillstand von Caserta, womit die Kapitulation aller dem Oberbefehlshaber Südwest unterstehenden Truppen in der Nacht vom 2. auf den 3. Mai 1945 wirksam wurde. Da die Alliierten die Italienische Sozialrepublik offiziell nicht anerkannten, hatte Graziani zuvor Karl Wolff eine dementsprechende Vollmacht ausgestellt.

### Inhaftierung, Anklagen und Prozess (1945–1950)
Noch am 27. April wurde Graziani von Cernobbio nach Mailand eskortiert, bevor er am 29. April 1945 zum Kommando des 4. amerikanischen Panzerkorps in Ghedi gebracht wurde. Später, nach einem kurzen Aufenthalt in Rom, wurde er nach Algerien geflogen, wo er als einfacher Kriegsgefangener im britischen Kriegsgefangenenlager Camp 211 festgehalten wurde. Ungeachtet der von der United Nations War Crimes Commission (UNWCC) vorgelegten Beweise für die von Graziani befohlenen Kriegsverbrechen verhinderte die britische Regierung die von der äthiopischen Regierung geforderte Auslieferung Grazianis für ein Strafverfahren vor einem äthiopischen Gericht. Am 16. Februar 1946 übergaben ihn die Alliierten der italienischen Justiz und am nächsten Tag kam er ins Gefängnis von Procida. Im Gefängnis, zuerst in US-amerikanischem und später in italienischem Gewahrsam, schrieb Graziani einige Bücher, in denen er seinen „Dienst am Vaterland“ verteidigte. 
Ende 1946 wurde er von Procida nach Rom in das Gefängnis von Forte Boccea verlegt und dann, da sich sein Gesundheitszustand verschlechterte, in das Militärkrankenhaus von Celio. Am 11. Oktober 1948 begann sein Prozess vor dem Assisengericht in Rom. Im Februar 1949 erklärte sich das Gericht nicht zuständig und verwies den Fall an die Militärgerichtsbarkeit. Ein Militärtribunal verurteilte Graziani am 2. Mai 1950 schließlich „wegen militärischer Kollaboration mit den Deutschen“, nicht wegen seiner Verbrechen in Afrika, zu 19 Jahren Haft. Doch nachdem er davon nur vier Monate verbüßt hatte, wurde er noch im selben Jahr begnadigt. Nach seiner Unabhängigkeit 1951 forderte auch das Königreich Libyen die Auslieferung Grazianis und Badoglios. Dies wurde von Italien – mit Zustimmung der USA und Großbritanniens – ignoriert.

### Letzte Jahre (1950–1955)
Seine letzten Jahre verbrachte Graziani zwischen seinen beiden Wohnsitzen in Arcinazzo und im römischen Stadtteil Parioli. Auf Einladung der Neofaschisten des Movimento Sociale Italiano (MSI) kehrte er in die Politik zurück und versuchte zunächst erfolglos, die diversen rechtsradikalen Gruppierungen Italiens zu vereinen. Im März 1953 wurde er schließlich Ehrenpräsident des MSI, als der er in Putschpläne gegen die Republik involviert war. Gegenüber dem jungen äthiopischen Künstler Afewerk Tekle, der Graziani in Rom darauf ansprach, ob er sein Vorgehen während des Abessinienkrieges bereue, entgegnete Graziani, dass er im Gegenteil sehr stolz auf alle seine „Errungenschaften“ sei. Erkrankt an einem Geschwür im Zwölffingerdarm, starb Graziani am 11. Januar 1955 in Rom.

## Publizist

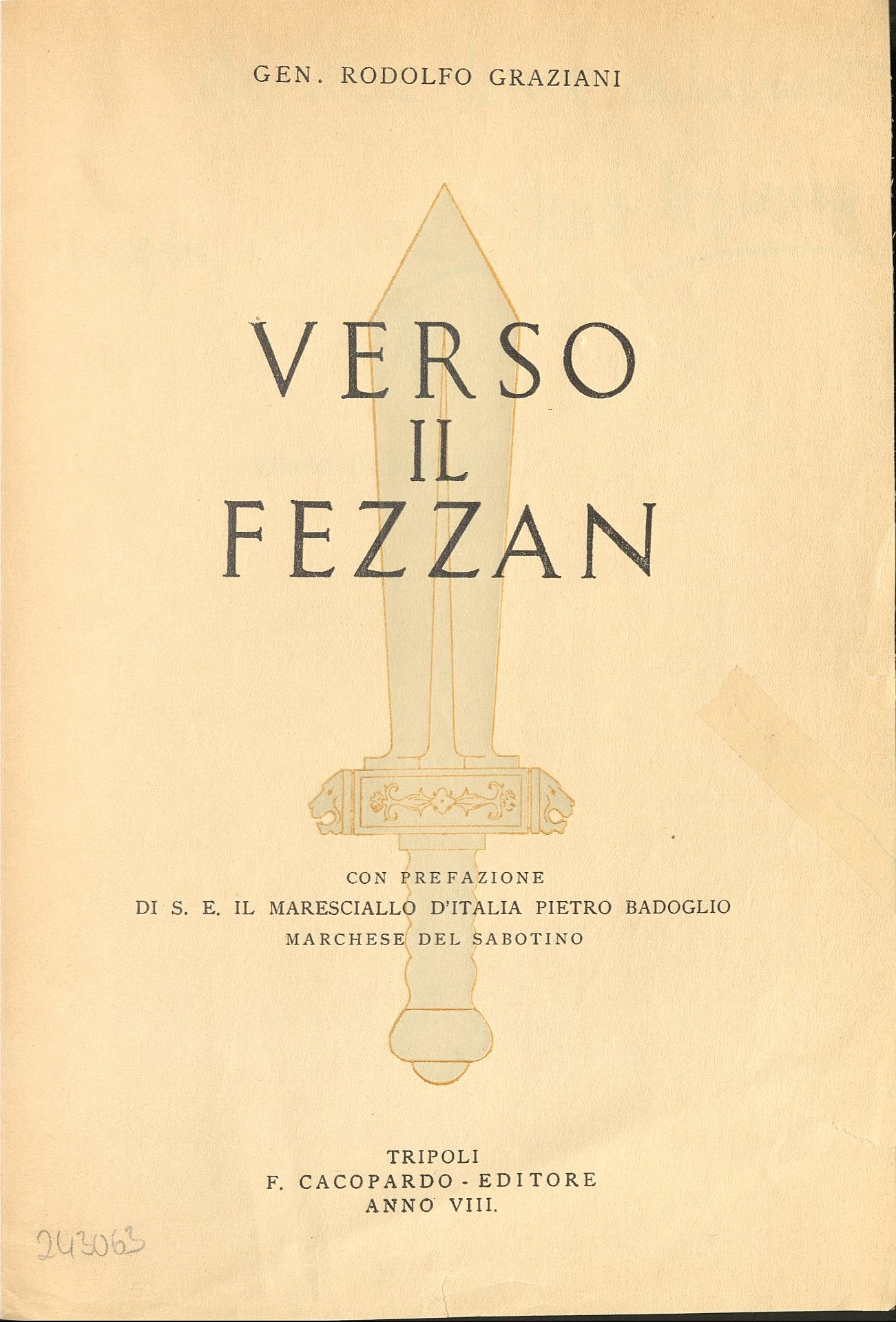
Grazianis Verso il Fezzan (1930)

Seine autobiografischen Werke setzte Graziani gezielt für Propaganda in einiger Sache ein, weshalb er sie relativ zeitnah mit seinen militärischen Erfolgen in Libyen und Äthiopien veröffentlichte. Er förderte dabei auch den Kult um seine Person, in dem er sich in seinen zahlreichen Schriften zum „Bannerträger imperialer Expansion in der Nachfolge der Eroberer aus dem antiken Rom und zu einem Führer der Avantgarde des faschistischen neuen Menschen“ stilisierte. Sein literarisches Idol fand er im römischen Historiker Tacitus, dessen Stil er zu imitieren versuchte. In Tacitus’ „Historien“ werden von Soldaten erkämpfte glorreiche Siege beschrieben, die anschließend angeblich von intriganten Politikern in der Heimat zunichtegemacht worden seien.
Bereits zu seinen Feldzügen in Libyen verfasste Graziani mehrere Bücher, so Verso il Fezzan („Gegen den Fessan“, 1929), Cirenaica pacificata („Pazifizierte Cyrenaika“, 1932) und La riconquista del Fezzan („Die Rückeroberung des Fessan“, 1934). Diese Werke wurden anschließend in Grazianis Pace romana in Libia („Römischer Friede in Libyen“, 1937) zusammengefasst. In der Arbeit über die Cyrenaika und der anschließenden Zusammenfassung werden die beiden entscheidenden Jahre 1930 und 1931 rekonstruiert, in denen der Widerstand der Senussi gebrochen wurde. Grazianis Darstellungen stellen für Historiker auch heute noch überaus bedeutende Quellen dar, da er die Ereignisse zwar oft nicht wahrheitsgetreu wiedergab, sich aber zum Zeitpunkt des Verfassens von Rom ausreichend abgesichert fühlte, um auch über seine brutalen Unterdrückungsmethoden zu berichten. So schreibt er deutlich von Konzentrationslagern für zehntausende Personen im Sommer 1931, wobei die Veröffentlichungen auch zahlreiche Fotografien der Lager enthalten. Beide Bücher waren in den 1930er Jahren weit verbreitet. Graziani pflegt darin ein apologetisches Narrativ und verteidigt die Internierung der cyrenäischen Bevölkerung als Akt der „Zivilisierung“ und „legale“ Bestrafung für eine in seiner Sicht widerspenstige und gefährliche Nomadenpopulation. Seinen „faschistischen Limes“ – den hunderte Kilometer langen Stacheldrahtzaun an der Grenze zu Ägypten – verglich er mit der Chinesischen Mauer.
Nach dem Zweiten Weltkrieg erschienen drei Bücher von und über Graziani, die als bedeutende Quellen zum Verständnis seiner Denkweise und seines Charakters gelten: Zum einen Grazianis Autobiografie Una vita per Italia sowie seine 1950 für den Prozess publizierte Apologie, andererseits das Buch seines ehemaligen Mitarbeiters Emilio Canevari mit dem Titel Graziani mi ha detto („Graziani sagte mir“) von 1947.

## Rezeption

### Graziani-Kult und sonstige Beurteilung im Faschismus

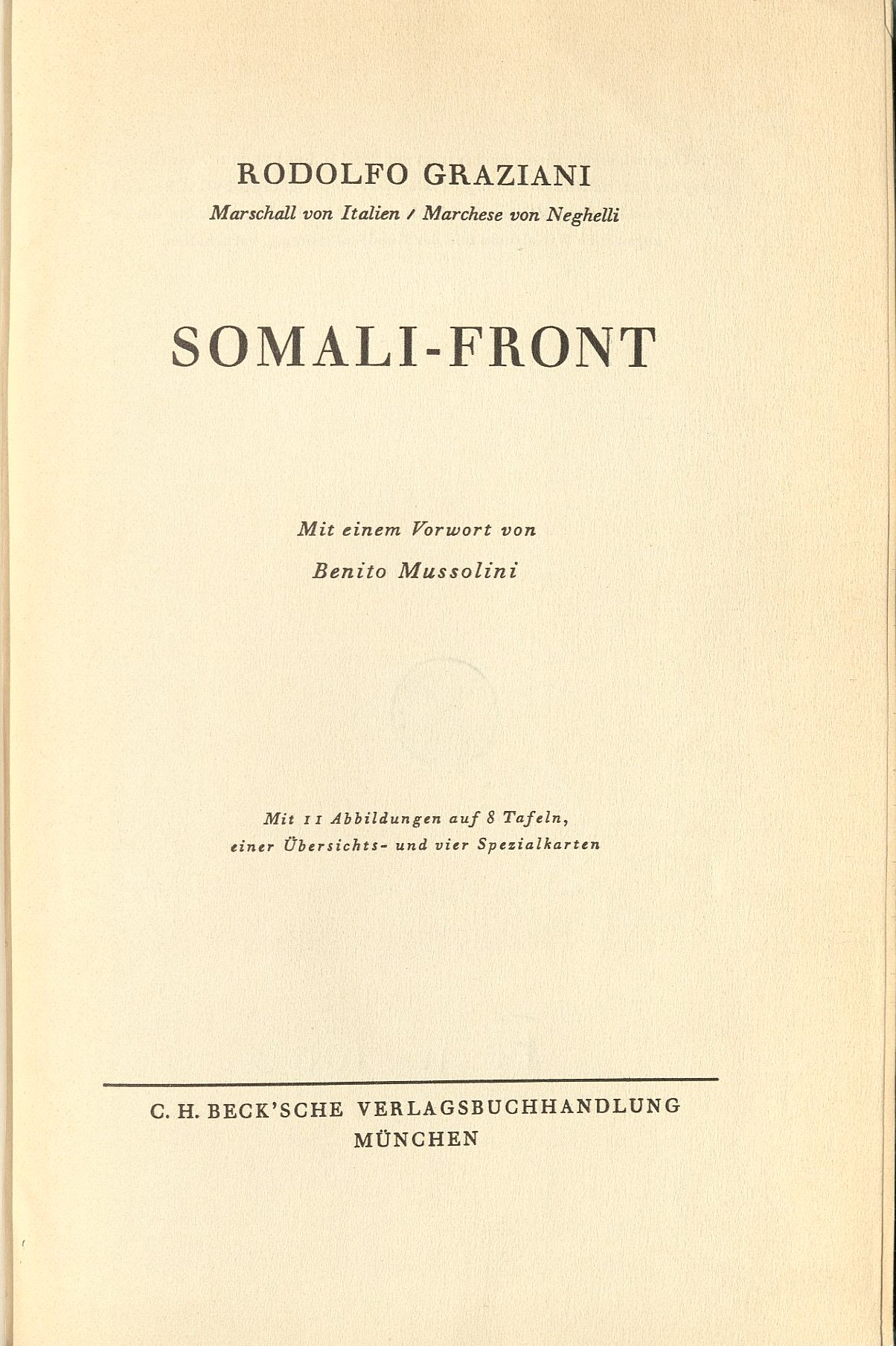
Deutsche Übersetzung von Grazianis Buch zum Abessinienkrieg (1940)

Graziani war einer der berühmtesten Militärs während der faschistischen Diktatur. Schon während seiner erfolgreichen Feldzüge im Libyenkrieg wurde er in der italienischen Presse als „brillanter“ Kolonialoffizier, genuin „faschistischer Held“ und Rächer des „Römertums“ gefeiert und gehuldigt. Im Zuge seiner militärischen Erfolge in Abessinien und seines entschlossenen Vorgehens gegen jede Art von Widerstand wurde er von der faschistischen Propaganda endgültig als Musterbeispiel und Modell jener „neuen Menschen“ und faschistischen Italiener präsentiert, deren Schaffung eines der wichtigsten ideologischen Ziele des Mussolini-Regimes war. Somit stieg Graziani zu einer Ikone der faschistischen Diktatur Italiens auf.
Einer der führenden faschistischen Intellektuellen, Paolo Orano, erklärte 1936 in seiner Schrift Rodolfo Graziani generale scipionico, dass Graziani ein Soldat im wahrsten Sinne des Wortes sei, ein „Mann, der befiehlt und gehorcht, Ratschläge erteilt, ermahnt sowie erschießt und – wenn nötig – erhängt“. In einem weiteren Buch aus dem gleichen Jahr von Ugo Caimpenta heißt es: „Männer wie Graziani verstärken die schlummernden oder jedenfalls vernachlässigten Tugenden einer Rasse. Es sind Männer solchen Zuschnitts und solchen Glaubens, die eine Epoche beschließen und eine neue eröffnen.“ Graziani sei dazu entschlossen „der faschistischen Zivilisation den Weg zu bahnen, die im Zeichen des Liktorenbündels die wahre Erbin der römischen Tugenden ist“. Auch im nationalsozialistischen Deutschen Reich entwickelte sich infolge des Abessinienkrieges ein Heldenkult um Graziani als Inbegriff des neuen faschistischen Heerführers. Seine veröffentlichten Kriegserinnerungen erschienen im „Dritten Reich“ bald in einer deutschen Lizenzübersetzung.
Infolge von Grazianis Unvermögen, den Guerillakrieg der abessinischen Widerstandsgruppe der „Patrioten“ erfolgreich zu beenden, veränderte sich jedoch seine Wahrnehmung bei Mussolini. Dieser schrieb in seinem Abberufungsbrief, dass Graziani einer seiner „wertvollsten Mitarbeiter und einer der großen Urheber des afrikanischen Sieges“ gewesen sei. Gleichzeitig ließ Mussolini aber in seinem privaten Umfeld verlauten, dass Graziani sich zwar als Kriegsführer bewiesen, jedoch die Kolonie schlecht regiert habe.

### Graziani-Verehrung nach 1945
Grazianis Beerdigung in Rom 1955 wurde von einer großen neofaschistischen Demonstration des Movimento Sociale Italiano begleitet, an der etwa 200.000 Sympathisanten teilnahmen. Im Jahr 1986 ließ Romano Misserville, der neofaschistische MSI-Bürgermeister von Frosinone in der Provinz Latium, unter Protesten ein Museum zu Ehren Grazianis in seiner Gemeinde errichten. Misserville begründete den Schritt damit, den Tourismus ankurbeln zu wollen.
Am 11. August 2012 wurde in Affile in der Region Lazio im Parco di Radimonte ein mit Subventionsgeldern der Region und der Gemeinde errichtetes Mausoleum zu Ehren von Graziani im Beisein von neofaschistischen Bürgern und dem Bürgermeister Ercole Viri (Fratelli d’Italia) sowie kirchlichen Vertretern eingeweiht, was den Protest einer äthiopischen Delegation vor dem UNO-Hauptquartier in New York auslöste. Im April 2013 stellte der neugewählte Präsident der Region Latium Nicola Zingaretti (PD) die Finanzierung der Region für das Monument ein. Von einer Rückforderung der bereits größtenteils ausgegebenen Gelder oder einem Abriss, wie aus seiner Partei gefordert, war jedoch keine Rede mehr. Im November 2017 wurde der Bürgermeister von Affile wegen Verherrlichung des Faschismus zu einer achtmonatigen Freiheitsstrafe und einer Geldstrafe von 8000 Euro verurteilt, gegen zwei weitere Mitglieder des Gemeinderates wurde eine Freiheitsstrafe von jeweils sechs Monaten ausgesprochen. Geklagt hatte die Nationale Vereinigung der Partisanen Italiens ANPI. Das Urteil wurde im März 2019 in zweiter Instanz bestätigt.
Im Jahr 2020 erschien das apologetische Buch Rodolfo Graziani. Il soldato e l’uomo („Rodolfo Graziani. Der Soldat und der Mensch“), welches auch auf Parteiveranstaltungen der postfaschistischen Fratelli d’Italia beworben wurde. Giovanni Pimpinelli vom italienischen Nachrichtenportal Trc Giornale bezeichnete Graziani daraufhin in einem Kommentar als einen „skrupelloser Mann“ und „Verbrecher, der in der Lage war, gegen die Patriotenbanden in den afrikanischen Gebieten, in denen er das Kommando hatte, militärisch bedeutende Erfolge zu erzielen, nur um dann im Zweiten Weltkrieg in Libyen von den britischen Streitkräften (der ersten echten Armee, mit der er es zu tun hatte) katastrophal und unerbittlich besiegt zu werden. Ein mittelmäßiger ‚Soldat‘ also, und ein verachtenswerter Mensch“.

### Historiographische Bewertung
Unter Historikern gilt Graziani als „der fähigste und zugleich der berüchtigste Kolonialoffizier, den das moderne Italien hervorgebracht hat“. Seine Kompetenz als Truppenführer äußerte sich unter anderem im gezielten und effektiven Einsatz motorisierter Kampfgruppen, womit Graziani den technischen Vorsprung der italienischen Armee gegenüber den Streitkräften der afrikanischen Länder zu Geltung brachte. Auch „sein hemmungsloser Ehrgeiz und sein schier grenzenloser Hunger nach Auszeichnungen“ werden als charakteristisch für seine Person betrachtet. Darüber hinaus erwarb er sich mit seinen brutalen Kriegsmethoden schon ab den frühen 1920er Jahren im Libyenkrieg bei der lokalen Bevölkerung einen Ruf als „Schlächter“ („Schlächter von Tripolis“, „Schlächter von Fessan“, „Schlächter von Libyen“). Zeitgenössische libysche Historiker bezeichneten ihn auch als Safaah Libya (arabisch: سفاح ليبيا, „Mörder Libyens“). Bezogen auf Libyen wird Grazianis Name insbesondere mit der endgültigen Niederschlagung der Widerstandsbewegung sowie dem von den Italienern verübten Genozid in der Cyrenaika Anfang der 1930er Jahre verbunden. Auch im Zuge des Abessinienkrieges profilierte sich Graziani als „blutrünstiger General“ und wurde als „Schlächter von Äthiopien“ berüchtigt. Mit seiner „systematischen Politik des Terrors und der Vernichtung“ als Vizekönig und Generalgouverneur von Italienisch-Ostafrika (1936–1937) repräsentierte er „das dunkelste Gesicht der italienischen Herrschaft in Äthiopien“. In der Geschichtswissenschaft wird sein Terrorregime in Ostafrika immer wieder mit den späteren nationalsozialistischen Besatzungsverbrechen in Osteuropa verglichen. Dabei wird Graziani von Historikern je nach Zählweise persönlich für den gewaltsamen Tod von zehntausenden bis hunderttausenden Äthiopiern verantwortlich gemacht.
Darüber hinaus bezeichnete man Graziani schon zur Zeit des Mussolini-Regimes als den größten Faschisten unter den Generälen des königlich-italienischen Heeres. Historiker stufen Graziani einerseits als einen „rücksichtslosen Karrieregeneral“ ein, andererseits aber auch als einen überzeugten Faschisten, der dem Mussolini-Regime weitaus näher stand als die meisten hochrangigen Offiziere der italienischen Armee. In der Historiographie werden dafür sowohl soziale als auch weltanschauliche Gründe angeführt. Da Graziani weder im Hinblick auf seine Herkunft noch im Hinblick auf seinen Werdegang Teil der monarchistischen Militärelite war, bediente er sich seiner guten Kontakte zur faschistischen Partei als Karrieresprungbrett (in Libyen wurde er insbesondere von Emilio De Bono, später dann von Mussolini persönlich protegiert). Andererseits passte die faschistische Ideologie aber auch gut zu Grazianis persönlichen Idealen: Er teilte den sich auf das Römische Reich beziehenden nationalen Chauvinismus der Faschisten, ebenso wie ihr Ziel einer aggressiveren Außenpolitik, die Feindschaft zum Sozialismus und eine allgemeine Verachtung für die Demokratie.
Ein Naheverhältnis zum Faschismus entwickelte Graziani spätestens seit dem Jahr 1923, als er – als Auszeichnung für seine bisherigen militärischen Leistungen in Libyen – die Ehrenmitgliedschaft in Mussolinis Partito Nazionale Fascista erhielt. Seit seiner Zeit als Vize-Gouverneur der Cyrenaika bezeichnete sich Graziani auch selbst offen als Faschist. So verlautbarte er beim ersten Zusammentreffen mit seinen Mitstreitern in Bengasi 1930 in aller Klarheit: „Ich werde getreu den Prinzipien des faschistischen Staates handeln und erkläre als aktiver Generalleutnant des Heeres, dass ich den faschistischen Prinzipien entschieden verpflichtet bin.“ Noch im selben Jahr publizierte Graziani einen kurzen Artikel in der Zeitung Oltremare, in dem er sich als „Faschist von Geburt an“ bezeichnete.
In weiterer Folge ließ Graziani kaum eine Gelegenheit aus, sich öffentlich zum Regime und „Duce“ zu bekennen. Als er im Mai 1938 im römischen Kapitol für seine Leistungen ausgezeichnet wurde, erklärte er: „Duce! In diesem Moment, wenn die Ewige Stadt mich mit Ehre bedeckt, richten sich meine Gedanken an Sie, in voller Anerkennung dessen, dass Sie der Urheber und Begründer des Imperiums sind. Seien Sie versichert, dass ich Ihnen immer und überall dienen werde für den Ruhm unseres imperialen und faschistischen Landes.“ Am Ende der Zeremonie rief Graziani der versammelten Menge den verpflichtenden faschistischen Gruß Saluto al Duce („Gruß dem Führer“) zu, wobei er dabei entgegen den Gepflogenheiten den italienischen König Viktor Emanuel III. völlig ignorierte. Seine faschistischen Überzeugungen äußerte Graziani auch als Kriegsminister der RSI öffentlich, wobei seine Rhetorik jener radikaler Faschisten wie Alessandro Pavolini oder Guido Buffarini-Guidi in nichts nachstand. So verkündete er am 9. Februar 1944:
„Kameraden! Um dem plutokratischen Konservatismus, dem demokratischen Kapitalismus und dem Bolschewismus, der alles zerstört, was ihm im Weg steht, die Stirn zu bieten, ist der reinste Gleichmacher der letzten drei Jahrzehnte aufgetaucht: die faschistische Idee, die Lösungen für soziale Probleme gefunden hat, die die Menschheit seit Jahrtausenden plagen... [die faschistische Idee] erstrahlt heute in einem neuen, reinen und hellen Licht. Verkörpert in der wiedererstandenen Italienischen Sozialrepublik, wendet der Faschismus seine grundlegenden Postulate an und verwirklicht sie. Morgen wird diese Idee dem Land seine endgültige nationale und soziale Struktur verleihen! Kameraden! Im Angesicht des plutokratischen Konservatismus, der kapitalistischen Demokratie und der zerstörerischen Kraft des Bolschewismus treten wir hervor. Bewegt von den reinsten Ideen, schwören wir religiös, ein sicheres und richtiges Bewusstsein zu erlangen, das einen absoluten Glauben im Leben und im Tod garantiert.“
Zudem lobte Graziani ausdrücklich die italienische SS-Legion, welche an einigen der brutalsten Kriegsverbrechen gegen italienische Zivilisten beteiligt war. Am 30. Dezember 1944 erklärte er vor den Legionären:
„Ihr seid die Treuesten unter den Treuen, ich wiederhole es, denn es ist nicht vergeblich, zu verdeutlichen, was Ihr bei der Gestaltung der wunderbaren Erlösung unseres Landes nach dem schändlichen Verrat darstellt. Ihr habt nicht gezögert, und ihr hattet auch keine mehr oder weniger schwere Gewissenskrise. Sofort, ohne zu zögern, habt ihr gespürt, dass es keinen anderen Weg gibt als den der Ehre, indem ihr euch mit den deutschen Kameraden zusammengeschlossen habt und ohne Vorbehalte bereit wart, mit ihnen für die gemeinsame Sache dieses Europas zu kämpfen, das nicht nur ein geographischer Ausdruck ist, sondern auf dem Weg, eine großartige Realität zu werden.“
Gleichzeitig sieht Osti Guerrazzi den Marschall als ein Spiegelbild des faschistischen Regimes:
„In den Kolonien kämpfte er erfolgreich gegen einen unterlegenen Gegner, versagte aber, als er es mit gut ausgerüsteten Truppen des britischen Empire zu tun bekam. Die Modernisierung des Heeres und die Fähigkeiten seiner Generäle, die der Faschismus so rühmte, erwiesen sich als tragischer Bluff. Den Panzertruppen der Briten konnte Mussolini wenig mehr entgegensetzen als einen General, der Sallust und Tacitus zitierte.“

### Filmografische Rezeption
1980 entstand das Filmepos Omar Mukhtar – Löwe der Wüste des syrischen Regisseurs Moustapha Akkad als britisch-libysche Koproduktion, die die Geschichte des cyrenäischen Widerstandsführers Omar Mukhtar erzählt. Es handelte sich dabei um den überhaupt ersten Spielfilm, der sich mit italienischen Kriegs- und Besatzungsverbrechen in Afrika auseinandersetzte. Die Figur Grazianis wurde als eine der Hauptrollen im Film von Oliver Reed gespielt. Der Film wurde mit 30 Millionen US-Dollar vom Gaddafi-Regime finanziert und war in Italien lange Zeit verboten, da er als schädlich für die Ehre der Armee galt. Erst 2009 wurde er erstmals im italienischen Fernsehen ausgestrahlt, während des offiziellen Besuchs von Muammar al-Gaddafi in Italien.
Als Kriegsminister der faschistischen Republik von Salò wird Graziani in Carlo Lizzanis Film Mussolini – Die letzten Tage von 1974 dargestellt, wo er als Figur von Rodolfo Dal Pra gespielt wird. Der Film behandelt die letzten Tage von Mussolinis Leben im April 1945.

## Schriften (Auswahl)
- Verso il Fezzan. Cacopardo, Tripolis 1929.
- Cirenaica pacificata. Mondadori, Mailand 1932.
- L’avvenire economico della Cirenaica. Pinciana, Rom 1933.
- La riconquista del Fezzan. Mondadori, Mailand 1934.
- Pace romana in Libia. Mondadori, Mailand 1937.
- Il fronte sud. Mondadori, Mailand 1938.
  - Somali-Front. Beck, München 1940.
- Ho difeso la patria. Garzanti, Mailand 1947.
- Africa settentrionale, 1940-1941. Danesi, Rom 1948.
- Processo Graziani. 3 Bände. Ruffolo, Rom 1948.
- La Libia redenta. Storia di trent’anni di passione italiana in Africa. Torella, Neapel 1948.

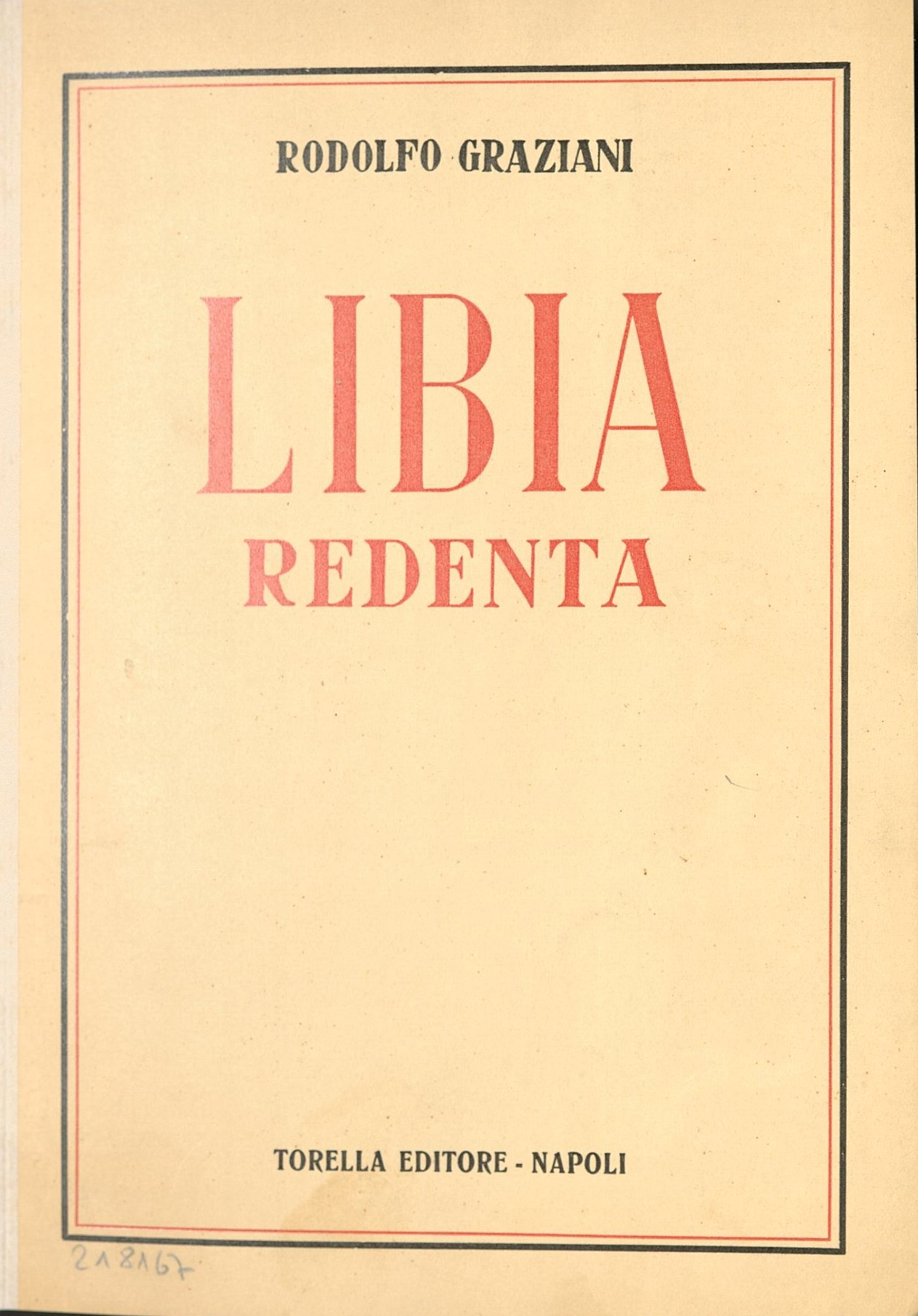
Libia redenta (1948)
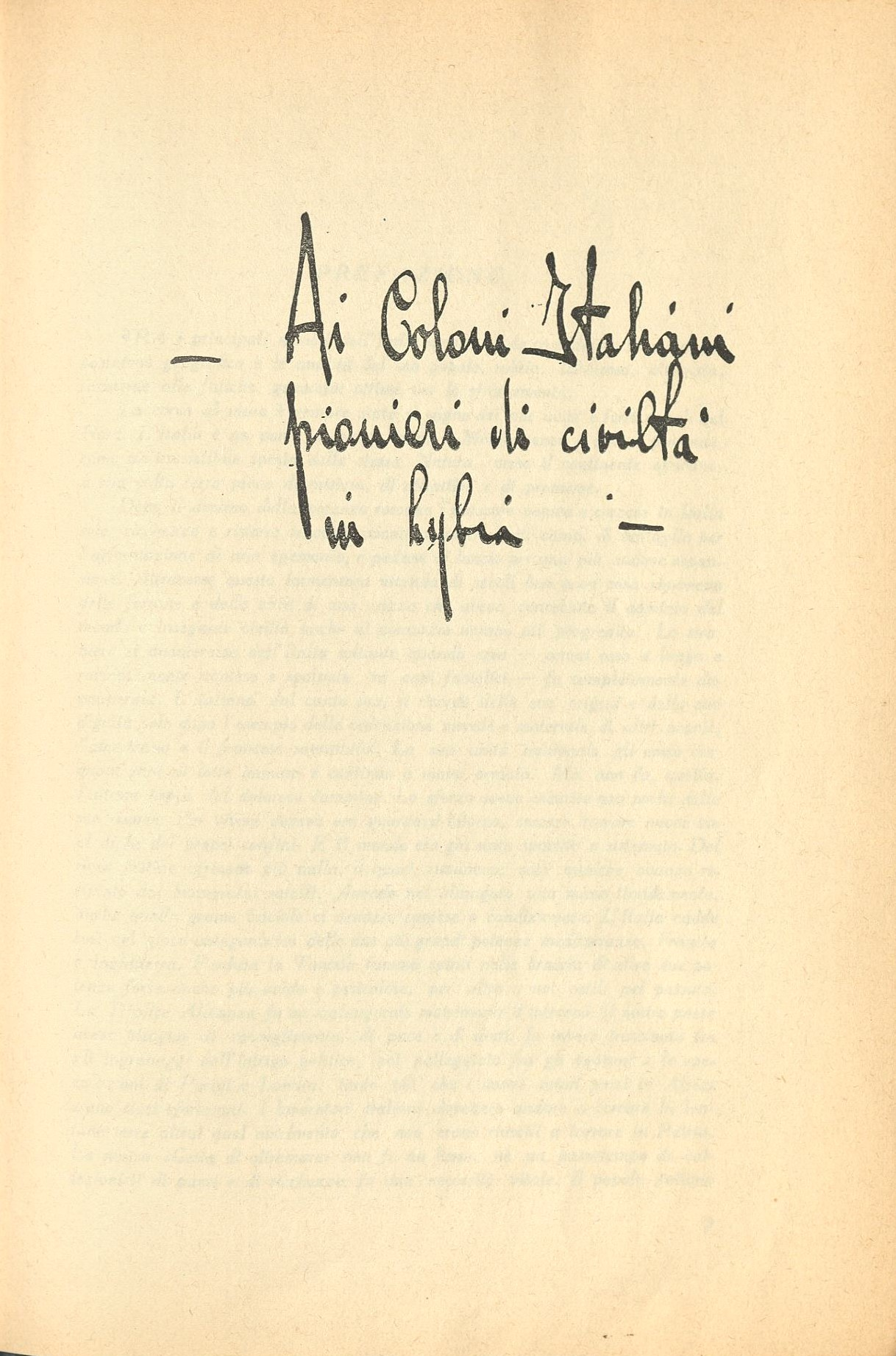
Widmung an die Kolonisten (1948)